# Willa Provansalska
Willa Provansalska (francuski: Willa de Provence; umrla prije 924.) bila je burgundska kraljica, zbog čega je znana i kao Willa Burgundska.
Njezin je prvi suprug bio kralj Rudolf I. Burgundski, koji je umro 912.
Drugi joj je muž bio Hugo Talijanski. Vjenčali su se 912.

## Teorije
Moguće je da je Willa bila kći kralja Bosa i njegove priležnice (ili prve supruge).
Willa je možda bila majka Rudolfove djece. Pretpostavlja se da je zasigurno bila majka kralja Rudolfa II. Burgundskog.
Moguće je da su Rudolf I. i Willa imali kćer Willu.